# Giáo hội Giám lý Liên hiệp
Giáo hội Giám lý Liên hiệp (United Methodist Church - UMC) là một giáo phái Tin lành dòng chính trên toàn thế giới có trụ sở tại Hoa Kỳ, và là một phần chính của Phong trào Giám lý. Vào thế kỷ 19, tiền thân chính của nó, Giáo hội Giám mục Giám lý, là một nhà lãnh đạo trong chủ nghĩa Phúc âm. Giáo phái này hiện tại được thành lập vào năm 1968 tại Dallas, Texas, bởi sự kết hợp của Giáo hội Giám lý và Giáo hội Tin Lành Liên hiệp Brethren. UMC bắt nguồn từ phong trào hồi sinh của John và Charles Wesley ở Anh, cũng như sự thức tỉnh vĩ đại ở Hoa Kỳ.   Như vậy, định hướng thần học của giáo hội này được quyết định là Wesleyan.  Nó bao gồm các yếu tố phụng vụ, thánh thiện và truyền giáo.
Giáo hội Giám lý Liên hiệp có một chính thể kết nối, một đặc điểm điển hình của một số giáo phái Phương pháp. Nó được tổ chức thành các hội nghị. Cấp cao nhất được gọi là Đại hội đồng và là tổ chức duy nhất có thể phát biểu chính thức cho UMC. Nhà thờ là thành viên của Hội đồng Giáo hội Thế giới, Hội đồng Giám lý Thế giới và các hiệp hội tôn giáo khác.
Với ít nhất 12 triệu thành viên tính đến năm 2014, UMC là giáo phái lớn nhất trong phong trào Giám lý rộng lớn hơn với khoảng 80 triệu tín đồ trên toàn thế giới. Tại Hoa Kỳ, UMC được xếp hạng là giáo phái Tin Lành chính thống lớn nhất, nhà thờ Tin lành lớn nhất sau Công ước Baptist Nam, và giáo phái Kitô giáo lớn thứ ba. Trong năm 2014, thành viên trên toàn thế giới được phân phối là 7 triệu tại Hoa Kỳ, và 4,4 triệu tại Châu Phi, Châu Á và Châu Âu.  Vào năm 2015, Pew Research ước tính rằng 3,6% dân số Hoa Kỳ, hoặc 9 triệu tín đồ trưởng thành, tự nhận dạng với Giáo hội Giám lý Liên hiệp, tiết lộ số lượng tín đồ lớn hơn nhiều so với thành viên đã đăng ký.